# 北岩岡
北岩岡（きたいわおか）は、埼玉県所沢市の大字。郵便番号は359-0007。

## 地理
所沢市の北部、狭山市との市境に位置する。近隣の神米金・所沢新町・花園・北所沢町・岩岡町・下富と、北端は狭山市の南入曽・北入曽・加佐志・堀兼と隣接する。近年、北部が新所沢フラワーヒルとして開発され、新興住宅地となっている。

## 歴史
かつては埼玉県入間郡富岡村であった。

### 沿革
- 1889年（明治22年）4月1日 - 町村制施行に伴い、中富村、下富村、神米金村、北岩岡村、北中村が合併し、入間郡富岡村の村域となる。
- 1943年（昭和18年）4月1日 - 富岡村が所沢町・小手指村・山口村・吾妻村・松井村と合併し、入間郡所沢町大字北岩岡となる。
- 1972年（昭和47年）9月 - 新所沢フラワーヒルの分譲開始。
- 1982年（昭和57年）6月20日 - 町名変更実施により、大字北岩岡の南部が岩岡町となり分離[5]。

### 地名の由来
1875年（明治8年）の村落合併により「北田新田」と「岩岡新田」を合わせて「北岩岡村」となる。

## 世帯数と人口
2017年（平成29年）9月30日現在の世帯数と人口は以下の通りである。
| 大字   | 世帯数  | 人口    |
| ------ | ------- | ------- |
| 北岩岡 | 830世帯 | 2,064人 |

## 小・中学校の学区
市立小・中学校に通う場合、学区（校区）は以下の通りとなる。
| 番地         | 小学校             | 中学校             |
| ------------ | ------------------ | ------------------ |
| 620〜642番地 | 所沢市立西富小学校 | 所沢市立向陽中学校 |
| その他       | 所沢市立西富小学校 | 所沢市立富岡中学校 |

## 交通

### 鉄道
- 西武鉄道 西武新宿線 - 地内に駅は設置されていない。かつて南入曽車両基地付近に西武新宿線の新駅を作る計画があったが、新駅設置予定地の地主の反対により計画自体が白紙になった。従って最寄の駅は、南部は新所沢駅、北部は入曽駅である。

### 道路
- 埼玉県道50号所沢狭山線

交差点
- ネオポリス西・フラワーヒル・北岩岡

タクシー
- 新所タクシー

## 施設
公共
- 富岡まちづくりセンター（富岡公民館）
  - 所沢市富岡地区体育館
  - 所沢市立図書館富岡分館

寺社
- 宝泉寺・八幡宮
- 北岩岡念仏地蔵（テニスコート南）
- 八幡社

教育
- 双実保育園

その他
- 新所沢フラワーヒル（一部）

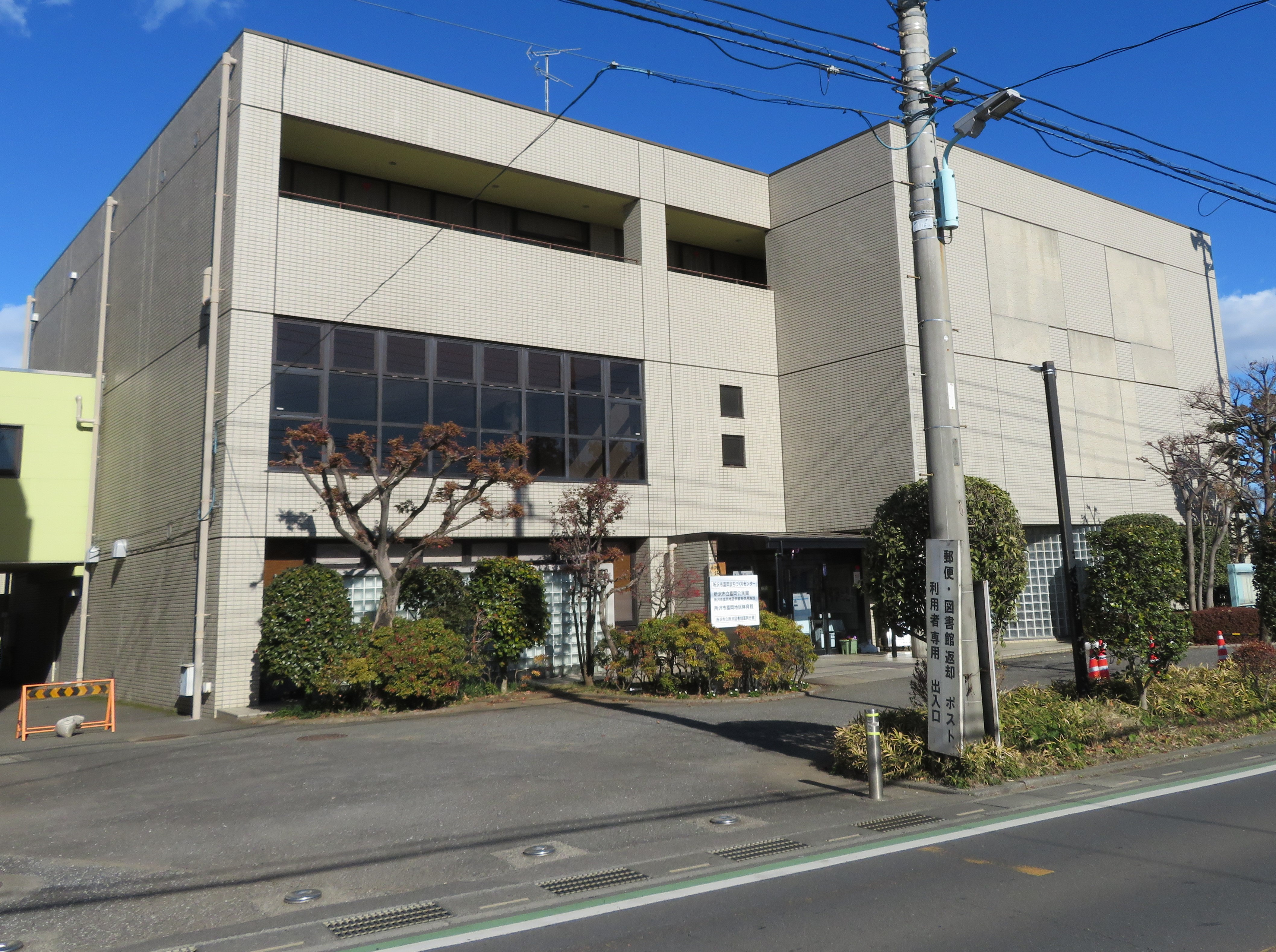
富岡まちづくりセンター

- 二子山部屋 - 336番地に所在した。2021年3月閉鎖、東京都葛飾区柴又にある東関部屋が使用していた施設に移転した[8]。

## 関連文献
- 「北田新田」『新編武蔵風土記稿』 巻ノ166入間郡ノ11、内務省地理局、1884年6月。NDLJP:764002/98。